# 蔡仲
蔡仲（さいちゅう、生没年不詳）は、西周時代の蔡の君主。姓は姫、名は胡。蔡叔度の子。蔡叔度の死後、品行を改め正し、徳に従い善に励んだことから、周公旦に任用されて魯の卿士となった。かれの政治によって魯国はよく治まったので、周公旦は成王に進言し、姫胡は蔡に封じられ、蔡叔の祭祀を継承した。